# Atemschutzkompressor

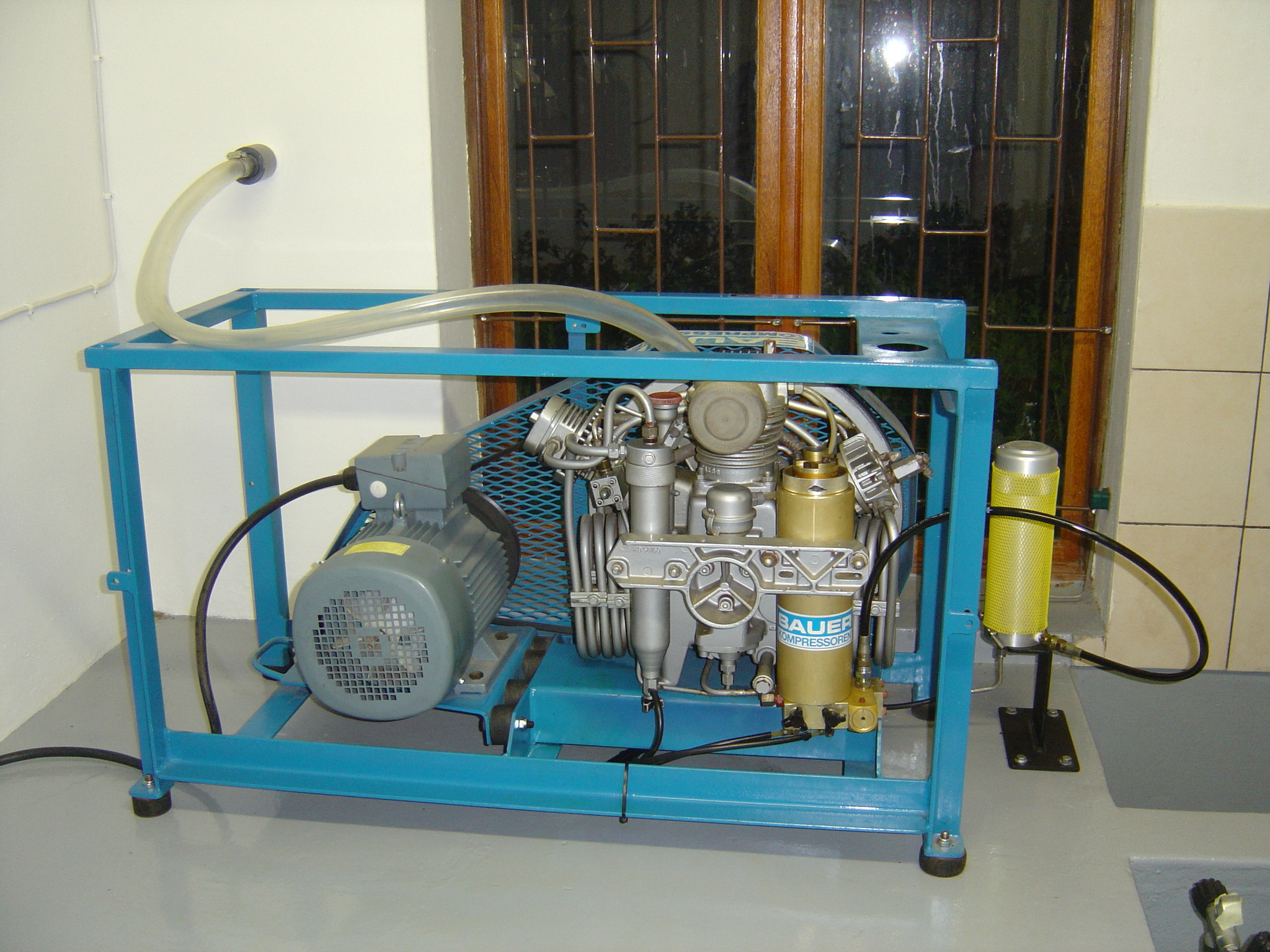
Atemschutzkompressor

Als Atemluftkompressor bezeichnet man einen Verdichter, mit dem man die Atemluftflaschen für Atemschutzgeräte oder Tauchgeräte mit Atemluft befüllen kann.
Es handelt sich dabei meist um einen mehrstufigen Kolbenkompressor oder auch um ölfreie Membrankompressoren (Vorteil absolut ölfreie Luft), da er Drücke von mindestens 200 bar, meist aber auch 300 bar erreichen muss, um Flaschen zu befüllen. Der Membrankompressor erreicht einen maximalen Druck von 6 bar und ist geeignet für Druckluftschlauchsysteme. Angetrieben werden die Kompressoren meist mit einem Elektromotor.
An der so genannten Füllleiste werden die Pressluftflaschen mit ihren Ventilen angeschraubt. Nach dem Befüllen muss jeweils die Leitung zwischen Flaschenventil und Kompressorventil entlüftet werden, da die Verschraubung unter Druck nicht lösbar wäre.
Um ein gleichmäßigeres Füllen der Flaschen zu ermöglichen, werden oft zusätzlich Pufferflaschen mit größerem Volumen in das System mit eingebunden, sodass die Schalthäufigkeit des Kompressors wesentlich reduziert wird. Außerdem ist notwendige Füllluft sofort verfügbar, ohne dass der Kompressor, der meist drucklos steht, den notwendigen Druck erst aufbauen muss.
Es gibt je nach Einsatzzweck stationäre oder transportable Kompressoren.
Bei den Feuerwehren werden in den Atemschutzfahrzeugen transportable Kompressoren mitgeführt. Aus Kostengründen werden stationäre Kompressoren nur bei größeren Feuerwehren oder speziellen Stützpunkten stationiert, die dann auch die Flaschen der kleineren Feuerwehren befüllen.
Wichtig ist immer der Aufstellungsort des Kompressors bzw. die Ansaugstelle der Füllluft, damit die Flaschen nur mit reiner Luft befüllt werden. Speziell bei der Verwendung des Kompressors bei Einsätzen vor Ort ist es wichtig, dass man die Windrichtung beachtet, so dass keine Brandgase angesaugt werden.
Beim Befüllen von Atemluftflaschen ist Sicherheit das oberste Gebot, weshalb regelmäßige Wartungen und Überprüfungen notwendig sind. Darüber ist genau Buch zu führen. Dasselbe gilt für das Befüllen selbst. Vor dem Befüllen muss die Atemluftflasche genau auf sichtbare Schäden kontrolliert werden. Das letzte Prüfdatum darf bei AG-Flaschen nicht länger als fünf Jahre zurückliegen. Bei den CFK-Flaschen (Composite-Flaschen) betragen die Prüffristen 3 Jahre und bei den TG-Flaschen (Tauchgeräte) beträgt die Frist 2½ Jahre. Atemluftflaschen, die als Arbeitsflaschen in Sprungrettern und Ölstopschläuchen verwendet werden,
haben eine Prüffrist von 10 Jahren.